# راش هندی
راش هندی (نام علمی: Millettia pinnata) نام یک گونه از سرده ساقه‌خونی‌ها است.
این درخت معمولاً در مناطق گرم و مرطوب رشد می‌کند. در ژاپن، شبه قاره هند، چین، مالزی و استرالیا یافت می‌شود و ارتفاع آن ۱۵–۲۵ متر و بلندی چتر آن تقریباً در همان ارتفاع است؛ بنابراین می‌توان از این درخت به عنوان درخت پرسایه استفاده کرد. 
رویشگاه راش هندی از سطح دریا ۱۲۰۰ متر ارتفاع دارد. این درخت می‌تواند دمای زیر صفر تا حدود ۵۰ درجه سانتی‌گراد را تحمل کند. به بارندگی سالانه ۵۰۰–۲٫۵۰۰ میلی‌متر نیاز دارد. تقریباً در هر نوع خاک مانند ماسه‌ای، صخره‌ای و سنگ آهک رشد می‌کند. حتی اگر ریشه‌های آن در آب شور باشد، به رشد خود ادامه می‌دهد. راش هندی از آنجا که حتی می‌تواند طی چند ماه در آب شیرین زنده بماند، می‌تواند در فصل باران دوام بیاورد.
روغن دانه راش هندی در چراغ‌ها و صابون‌سازی استفاده دارد. این روغن در بسیاری از داروهای گندزدا برای درمان استفاده می‌شود. ریشه‌های آن تا ۹ متر می‌تواند رشد کند. ریشه‌های متراکم آن از فرسایش خاک جلوگیری می‌کند و این درخت برای تثبیت تپه‌های ماسه‌ای بسیار مناسب است.